# پروژه مائوسام
پروژه مائوسام (به انگلیسی: Project Mausam) یک پروژه فرهنگی و اقتصادی هندی است که از سوی وزارت فرهنگ، مرکز سنجش باستان‌شناسی (ASI) و مرکز ملی هنرهای ایندیرا گاندی ارائه گردیده و هدف آن ایجاد مسیر بین کشورها در اقیانوس هند است. در ابتدا ایده آن را راویندرا سینگ، دبیر وقت وزارت ارائه کرد. پس از آن، دولت هند بنا داشت تا این پروژه را به عنوان یک کتیبه فراملی در فهرست میراث جهانی یونسکو معرفی کند. اصطلاح «موصام» به کلمه عربی مواسم گفته می‌شود که به فصلی اشاره دارد که قایق‌ها می‌توانند در آرامش دریانوردی کنند. دولت هند سرمایه‌گذاری‌های اقتصادی جدیدی را آغاز نموده تا فرصت‌های بالقوه‌ای را برای نسل‌های آینده فراهم کند.
پروژه مائوسام با هدف بازسازی ارتباطات دریایی و اقتصادی با ۳۹ کشور هم‌مرز با اقیانوس هند پیشنهاد گردید. این پروژه همچنین با هدف گردهم آوردن پژوهشگران تاریخی و باستان‌شناسی برای ایجاد تنوع تعاملات اقتصادی، فرهنگی و مذهبی بین کشورهای جهان انجام می‌شود. دو دیدگاه برای پروژه موسم وجود دارد: اولی درک فرهنگ‌های ملی بین ملل و دومی بازسازی ارتباطات بین کشورها.

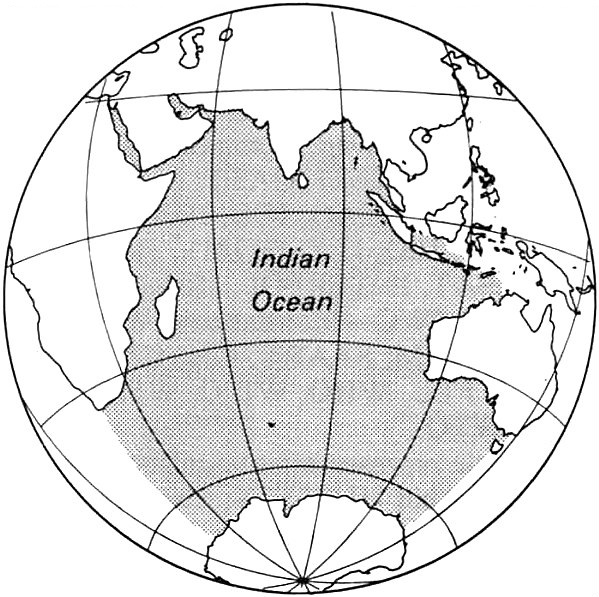
اقیانوس هند، همان‌طور که در کتاب حقایق جهانی سیا (۱۹۹۰) به تصویر کشیده شده‌است.

## پیشینه تاریخی
از نظر جغرافیایی، اقیانوس هند از جنوب به اقیانوس منجمد جنوبی  می‌رسد و از شمال با خلیج بنگال و دریای عرب تلاقی می‌کند. این اقیانوس در غرب با آفریقا و در شمال شرق با آسیا، هند و سریلانکا احاطه شده‌است. تجارت دریایی در اقیانوس هند به هزاره سوم قبل از میلاد بازمی‌گردد، زمانی که ساکنان دره سند تجارت دریایی را از بین‌النهرین و مصر تا آفریقای شرقی و امپراتوری روم گسترانیدند. از طریق این شبکه‌های تجاری دریایی، کالاهای زیادی از جمله دارو، مواد معطر، ادویه جات، رنگ، چوب، غلات، سنگ‌های قیمتی، منسوجات، فلزات، دام و سنگ مبادله می‌شد. سپس آن کالاها در امتداد خط ساحلی اقیانوس هند فروخته می‌گردید. این تجارت تبادل ادیان، فرهنگ‌ها و فناوری‌ها را تسهیل کرد و به گسترش بودیسم، مسیحیت و هندوئیسم کمک شایانی نمود.
پس از الحاق مصر به روم، تجارت بین هند و روم افزایش یافت. ایالات هندی تا قرن سیزدهم بدون نفوذ قدرت‌های خارجی اقیانوس‌ها را کنترل می‌کردند. اما پس از قرن سیزدهم، ساختار اقتصادی هند به دلیل آغاز کنترل دریاها توسط قدرت‌های خارجی تغییر کرده بود. به عنوان مثال، پس از اینکه قدرت‌های اروپایی کنترل مسیرهای دریایی اقیانوس هند را به دست گرفتند، اقتصاد هند به تجارت خارجی وابسته گردید. این اقیانوس تا جنگ جهانی اول، تحت کنترل امپراتوری بریتانیا بوده و پس از آن آلمان کنترل راه‌های دریایی را به دست گرفت. ژاپنی‌ها متعاقباً در جنگ جهانی دوم برتری دریایی را به دست آوردند. در حال حاضر، نیمی از کشتی‌های کانتینری، یک سوم محموله‌ها و دو سوم نفتکش‌های جهان بر فراز اقیانوس هند سفر می‌کنند.

## تفسیر
به گفته آخیلش پیلالاماری، پروژه مائوسام پاسخ هند به جاده ابریشم دریایی چین است: «چین با حمایت قوی سریلانکا و مالدیو در حال توسعه جاده ابریشم دریایی در حیاط خلوت هند است. هند در حال برنامه‌ریزی برای پیوستن به جاده ابریشم دریایی در جهت تأمین منافع اقتصادی بالقوه خود در آینده است."
همان‌طور که در نیو ایندیان اکسپرس گزارش شده‌است، «پس از اینکه پکن درخواست هند برای اعلام مسعود اظهر به عنوان تروریست بین‌المللی در سازمان ملل را نپذیرفت، چین را از پروژه مائوسام که یک پروژه دریایی هندیست، خارج کرد.» به گفته یکی از افسران وزارت فرهنگ، دولت هند در تلاش است تا یونسکو پروژه فوق را به عنوان میراث فراملی پروژه مائوسام معرفی کند، در حالی که چین با این اقدام مخالفت کرده زیرا که این کار برای احیای جاده ابریشم دریایی مانع ایجاد می‌کند.
مقاله‌ای در هفته‌نامه اقتصادی و سیاسی به قلم سی‌تی نوشته شد که بیان می‌کرد با توجه به اهمیت و نفوذ روزافزون چین، به‌ویژه در ایجاد راه‌های دریایی جدید با کشورهای اقیانوس هند، هند پروژه مائوسام را برای متعادل کردن وضعیت نفوذ رو به افزایش چین در جهان و اقیانوس هند و احیای مجدد پیوندهای تاریخی پایدار فرهنگی با سایر کشورها راه‌اندازی کرد.